# Hoplitis grinnelli
Hoplitis grinnelli là một loài Hymenoptera trong họ Megachilidae. Loài này được Cockerell mô tả khoa học năm 1910.